# Deilbach
Der Deilbach ist ein knapp 21 Kilometer langer, südöstlicher und linksseitiger Nebenfluss der Ruhr in Nordrhein-Westfalen.

## Etymologie
Die ersten schriftlichen Belege des Deilbachs sind Thidela (875) und Thithelam (11. Jh.). Später tauchen Formen auf wie Dedelen, Deile oder Deele.
Der Sprachwissenschaftler Albrecht Greule deutet den Namen als Ableitung vom germanischen Wort *þīda- ‚aufgetaut, eisfrei‘. Unklar bleibt dabei der kurze Vokal in der Stammsilbe. Weitere Deutungsversuche des Namensursprungs sind Personennamen wie Thidelda, Tithelda. Ein Hinweis auf einen etwaigen germanischen Siedler ist aber nirgendwo belegt. Eine weitere Deutung bezieht sich auf „Teilbach“, von (das Land) teilen. Der Deilbach bildete auch von jeher die Grenze zwischen verschiedenen Herrschaftsgebieten, so zum Beispiel zwischen der Herrschaft Hardenberg als Teil des Herzogtums Berg und dem später märkisch beherrschten Gebiet der Abtei Werden. Zuvor war er im Frühmittelalter Mitte des Grenzsaums zwischen den Herrschaftsgebieten der Franken und der Sachsen. Eine weitere, nicht unwahrscheinliche Herkunft ist der Ausdruck Didele („Dideln“ = unruhig), als Hinweis auf die zahlreichen mäandrischen Windungen des Baches und die häufig wechselnden Wasserstände, welche eine Nutzung erschwerten.

## Geographie
Der Deilbach entspringt nördlich vom Wuppertaler Stadtteil Barmen bei Einern auf 301 m ü. NHN auf der Wasserscheide von Wupper und Ruhr und mündet nach knapp 21 Kilometern bei Essen-Kupferdreh auf 51 m ü. NHN in die Ruhr.
Bei Langenberg vereinigen sich Deilbach und Hardenberger Bach (von Neviges kommend und in Langenberg vor allem als „Mühl-Bach“ bekannt) und begrenzen dort die Altstadt mit 136 denkmalgeschützten Häusern aus feinem Fachwerk und Fassaden aus Schiefer. Zwischen Langenberg und Nierenhof fließt ihm von rechts der Felderbach (aus dem Felderbachtal kommend) zu und in Nierenhof, ebenfalls von rechts, der Heierbergsbach (aus dem Wodantal). Der Deilbach durchfließt auch den Ort Dilldorf, heute Teil von Essen-Kupferdreh.
Der Deilbach mündete bis 1864 „an der Kupperdrehe“ in Essen-Kupferdreh in die Ruhr. Die Mündung war zum Hafen ausgebaut, wo Kohlen und Erze umgeschlagen wurden. Durch den Bau der Phönixhütte an dieser Stelle wurde die Mündung um etwa 200 Meter nach Norden verlegt, wo sie sich noch heute am Baldeneysee befindet. Der versumpfte alte Hafen versank in den Fluten des Baldeneysees, als dieser 1933 aufgestaut wurde.

## Hochwasser
Beim schweren Hochwasser im Juli 2021 trat der Deilbach über die Ufer und überschwemmte große Teile von Kupferdreh, Teile der Bahnstrecke Wuppertal-Vohwinkel - Essen-Überruhr, auch die Museumslandschaft Deilbachtal wurde schwer beschädigt.
Im Gewerbegebiet Prinz-Friedrich-Straße verlief der Deilbach auf einer Länge von 500 Metern verrohrt, die Betonröhre wurde unterspült und stürzte ein. Die Stadt Essen schätzt die entstandenen Schäden auf rund 8,4 Millionen Euro.

## Naturschutz
Der Oberlauf der Deilbachs ist als 154 Hektar großes Naturschutzgebiet ausgewiesen. Die Unterschutzstellung erfolgte
- zur Erhaltung und Entwicklung der vorhandenen Biotopkomplexe als Refugial- und Regenerationsraum für die Tier- und Pflanzenarten der niederbergischen Bachtäler
- zur Erhaltung und Wiederherstellung eines naturnahen Fließgewässersystems mit zahlreichen naturnahen Quellen, Quellbächen, Bachstrecken und einer artenreichen Fließgewässerfauna
- zur Erhaltung und Wiederherstellung der bachbegleitenden Erlenwälder und Erlen-Ufergehölze
- zum Erhalt des Strukturreichtums der verzweigten Täler, des sie begleitenden Mager-, Feucht- und Nassgrünlands mit Überschwemmungsbereichen, Quell-, Hochstauden- und Mädesüßfluren, Feucht-, Sumpfdotterblumenwiesen, Seggenrieden, Feuchtbrachen sowie Stillgewässern als Amphibienlaichplätze
- zum Erhalt und Wiederherstellung der quellreichen Eichen-Buchen- und Buchenhochwälder mit hohem Alt- und Totholzanteil sowie kleineren Niederwaldbeständen
- aus landeskundlichen sowie erdgeschichtlichen Gründen und wegen der besonderen Eigenart der großflächig erhalten gebliebenen niederbergischen Kulturlandschaft mit altem Mühlenstandort, Mühlteich, Mühlengräben, Flößgräben (Brüggenbach, Winterberger Bach), historischen Wegeverbindungen, Hohlwegresten und alten Landwehrlinien
- zur Erhaltung des natürlich mäandrierenden Bachlaufs
- zur Erhaltung des Feuchtgrünlandes
- wegen der naturnahen Eingrünung
- zur Erhaltung der bodenständigen Gehölze
- zur Erhaltung von Lebensstätten und -gemeinschaften seltener und gefährdeter Tier- und Pflanzenarten
- wegen der Vorkommen von Eisvogel, Wasseramsel und Gebirgsstelze
- wegen seiner landschaftlichen Schönheit

## Industriegeschichte
Das Wasser des Deilbaches wurde seit je zum Antrieb von Mühlen (Deiler Mühle) genutzt. Frühe Industriewerke wie die Deiler Koperhut um 1550 (später Deiler Kupferhammer) und der Deilbachhammer (Eisenhammer) um 1650, sowie die erste Eisenbahngesellschaft auf deutschem Boden, die „Deilthaler Eisenbahn“, später ein Teil der Prinz-Wilhelm-Eisenbahn-Gesellschaft, machen das Deilbachteil bei Kupferdreh zur Wiege der Industrie des südlichen Ruhrgebietes. Die Eisenbahnstrecke durch das Deilbachtal ist seit 1830 (bis 1844 als Schmalspur-/Pferdebahn) bis heute ununterbrochen in Betrieb. Heute fahren hier die Züge der S-Bahnlinie 9 von Wuppertal nach Haltern.
Das Gesamtensemble bildet heute die Museumslandschaft Deilbachtal des Ruhr Museums und ist Bestandteil sowohl der Essener Denkmalpfade als auch der Route der Industriekultur.

## Sprachgrenze
Der Deilbach bildet im Gebiet von Langenberg zudem eine Sprachgrenze, die Deilbach-Issel-Linie (Einheitsplurallinie), die als Teil der Benrather Linie das Niederfränkische vom Westfälischen scheidet. Besonders deutlich wird dies in der Aussprache bestimmter Wörter. Das Wort „Fahrrad“ (neben älterem Fiets) wird westlich des Deilbaches mit dem betonten, langen Vokal a ausgesprochen; östlich, also eher westfälisch, wird das Wort „Fahrrad“ wie „Farrat“ ausgesprochen. Das Zeitadverb „jetzt“ wird westlich wie „jezz“ ausgesprochen, östlich anlautend mit „g“, also „geez“. Auffallend ist auch die Aussprache von „r“, das weitgehend nicht als Konsonant, sondern durch ein angedeutetes „a“ gesprochen wird: „Do-a-tmund“ statt „Dortmund“; „Padd-a-bo-an“ statt „Paderborn“.